# کستاس مندیلر
کُستاس مَندیلُر (انگلیسی: Costas Mandylor؛ زادهٔ ۳ سپتامبر ۱۹۶۵) که در زبان یونانی «کُستا ماندیلُر» تلفظ می‌شود، یک هنرپیشه اهل استرالیا است. وی از سال ۱۹۸۹ میلادی تاکنون مشغول فعالیت بوده‌است.
او از پدر و مادری یونانی در شهر ملبورن استرالیا زاده شد و تباری یونانی دارد.

## گزیدهٔ آثار

### سینما
- صخره‌های آزادی (۲۰۱۹)
- کفتار (۲۰۱۱)
- سمی (۲۰۱۰)
- اره سه‌بعدی (۲۰۱۰)
- اره ۶ (۲۰۰۹)
- اره ۵ (۲۰۰۸)
- بئوولف (۲۰۰۷)
- اره ۴ (۲۰۰۷)
- اره ۳ (۲۰۰۶)
- بازی زندگی آن‌ها (۲۰۰۵)
- چیره‌دستی (۱۹۹۵)
- بزهکاران (۱۹۹۱)
- دورز (۱۹۹۱)
- پیروزی روح (۱۹۸۸)

### تلویزیون
- روزی روزگاری (۲۰۱۶)
- ان‌سی‌آی‌اس (۲۰۱۳)
- افسون‌شده (۲۰۰۲)
- سکس و شهر (۲۰۰۱)
- حصار چوبی (۱۹۹۶–۱۹۹۲)